# J̌ivan Gasparyan (musicista 1982)
J̌ivan Gasparyan (in armeno Ջիվան Գասպարյան?; in russo Дживан Гаспарян?, Dživan Gasparjan; Erevan, 23 ottobre 1982) è un compositore armeno di duduk.
È nipote, e omonimo, del noto suonatore di duduk J̌ivan Gasparyan.

## Biografia
Ispirato dalle melodie popolari armene eseguite da suo nonno, ha studiato musica alla scuola vocale di Erevan e ha imparato a suonare il duduk. Nella sua prima adolescenza si è trasferito a Los Angeles, dove si è diplomato alla Grant High School. Ha intrapreso gli studi medici, poi abbandonati per perseguire la carriera musicale.
A Los Angeles si è unito alla band Viza, combinando elementi di musica tradizionale con influenze folk e rock.
Ha accompagnato suo nonno a diversi concerti, come al Los Angeles Hollywood Bowl, a Mosca alla Kremlin Concert Hall, a Londra, in Polonia, in Italia, in Russia, a Praga e in molti altri paesi e città del mondo, avendo un grande successo ovunque.
Ha collaborato con Sebu Simonian in un progetto dal nome Jivan & Sebu. Il duo ha inciso i singoli Hummingbird e Have You Ever Heard Somebody.
Si è esibito insieme a Jivan Sr in uno spettacolo di apertura del concerto per la celebrazione del 90º compleanno di Nelson Mandela, che ha avuto luogo a Hyde Park, Londra, il 27 giugno 2008.
Nel 2009 si è esibito con l'orchestra della London Philharmonic nel Castello di Windsor e ha preso parte al festival WOMAD ad Abu Dhabi organizzato da Peter Gabriel.
Ha preso parte alla celebrazione dell'80º anniversario di suo nonno a Erevan esibendosi con Zucchero, Andreas Vollenweider, Boris Grebenščikov, Alan Parsons Project che in quella occasione aveva un nuovo look creato dal costumista lookmaker Rosario Zaccaria che ha per anni ha collaborato con Alan e il suo gruppo,  e Planet X.
Si è esibito con Michael Brook, con l'Orchestra Sinfonica di Mosca, Orchestra Filarmonica di Londra, Orchestra Giovanile di Stato dell'Armenia e varie altre rinomate orchestre di tutto il mondo. Inoltre ha collaborato con Serj Tankian, Madeleine Peyroux, Larry Klein, Armen Babakhanyan, Heavy Machinery, Kadance Ensemble, Walter Quintus, Vahag Hayrapetyan, Armen Hyusnunts, e con la banda nazionale armena di jazz.
La fondazione culturale "Big Apple Music Awards" ha riconosciuto Jivan Gasparyan, Jr. come il miglior suonatore di duduk di New York.
Nel 2011 ha ricevuto il premio speciale dell'UNESCO durante l'8 ° Festival Internazionale di Musica "Sharq Taronalari" ("Melodie d'Oriente") tenutosi a Samarcanda, in Uzbekistan.
Il suo primo album da solista Roots è stato pubblicato ad Erevan nel novembre del 2013.
Nel suo secondo album da solista Night City implementa diversi stili di musica come jazz, blues e fusion per mezzo del duduk.
Il suo disco The Arrival è stato registrato dal vivo al festival di Morgenland e pubblicato dall'etichetta Dreyer Gaido.
Nel 2018 ha collaborato con il Russian Strings Ensemble, fondendo improvvisazioni armene e russe.